# Porcellionides swammerdami
Porcellionides swammerdami är en kräftdjursart som först beskrevs av Jean Victor Audouin 1827.  Porcellionides swammerdami ingår i släktet Porcellionides och familjen Porcellionidae. Inga underarter finns listade i Catalogue of Life.